# Katia Hueso
Katia Hueso Kortekaas (Madrid, 14 de julio de 1970) es una doctora en Biología española, profesora en ICAI/Universidad Pontificia de Comillas, especializada y consultora en temas de protección de paisaje y de espacios naturales y rurales. En 2011 fue cofundadora de la primera escuela infantil al aire libre de España.  

## Biografía
Katia Hueso nació en Madrid en 1970. Creció en Majadahonda y estudió Biología en Holanda donde la carrera es muy práctica, y ello le permitió dar el salto a otros países, como Escandinavia, Estados Unidos o Camerún”. De vuelta a España, eligió la sierra de Guadarrama para vivir. El contacto continuo con el medio natural la ha llevado a cimentar en la naturaleza su forma de vida. Tiene tres hijas.

### Trayectoria académica
En 1997 se licenció en Biología por la Universidad de Leiden (Países Bajos). En el año 2000 realizó un Master en Ingeniería y Gestión Ambiental / Técnico Básico en Prevención de Riesgos Laborales en la Escuela de Organización Industrial. Desde 2003 es también especialista en Espacios Naturales Protegidos con el master organizado por las universidades Complutense, de Alcalá y Autónoma de Madrid, el tema de su tesina fue la planificación de uso público.
Desde 2008 es profesora asociada en ICAI/Universidad Pontificia de Comillas. En 2017 se doctora por la Universidad de Barcelona (España) con la tesis doctoral “Salt in our veins. The patrimonialization processes of artisanal salt and saltscapes in Europe and their contribution to local development”.
De 2002 a 2008 es vocal del Colegio Oficial de Biólogos de la Comunidad de Madrid y en 2004 funda la Asociación Territorios Vivos.

### Trayectoria empresarial
En 2002 funda la Asociación de Amigos de las Salinas de Interior que en 2013 pasa a denominarse Instituto del Patrimonio y Paisajes de la Sal (Ipaisal). Se trata de una entidad privada, independiente y sin ánimo de lucro dedicada a la investigación y defensa del patrimonio natural y cultural de los paisajes de la sal.
En 2003 funda Ipaisal Soluciones S.L., consultora especializada en medio ambiente, formación y desarrollo local, de la que es socia fundadora y gerente. 
En 2011 cofunda del Grupo de Juego en la Naturaleza Saltamontes, proyecto pedagógico infantil permanente al aire libre que atiende a criaturas de 3 a 6 años, adaptada también a la diversidad funcional, pionero en España. También es cofundadora de “Naturaleza Inclusiva”, un proyecto para mejorar el juego basado en la naturaleza para familias con niños con diversidad funcional.

## Obras
- Katia Hueso Kortekaas y Emma Camina Garrido (2015): "La educación temprana en la naturaleza: una inversión en calidad de vida, sostenibilidad y salud" en El Boletín Carpeta Informativa del CENEAM.[15]
- Somos naturaleza (Plataforma Editorial, 2017).[16]
- Jugar al aire libre (Plataforma Editorial, 2019).[17]
- Educar en la naturaleza: mejores personas para un planeta mejor (Plataforma Editorial, 2021).[18]

## Premios y reconocimientos
- Premio 2017 a la mejor Tesis del Programa de doctorado “Societat i Cultura” de la Facultad de Geografía e Historia.[4]